# Иордания на зимних Азиатских играх 2011
Иордания приняла участие в 7-х зимних Азиатских играх, проводившихся в 2011 году в Астане и Алма-Ате, отправив двух спортсменов, участвовавших в соревнованиях по горнолыжному спорту. По результатам Игр сборная Иордании не завоевала ни одной медали.
Раджа Бадр Элдин помимо горнолыжного спорта принял участие в соревнованиях по фристайлу, однако в связи с тем, что Иордания не являлась членом Международной федерации лыжного спорта, под эгидой которой проходили соревнования по фристайлу, он выступал вне конкурса.

## Горнолыжный спорт
| Дисциплина                | Спортсмен              | Результат        | Место |
| ------------------------- | ---------------------- | ---------------- | ----- |
| Супергигант (мужчины)     | Халед Шафик Бадр Элдин | 1:28.76 (+24.15) | 17    |
| Супергигант (мужчины)     | Раджа Бадр Элдин       | 1:31.03 (+26.42) | 18    |
| Суперкомбинация (мужчины) | Раджа Бадр Элдин       | 2:34.36 (+48.66) | 14    |